# Kent County (Maryland)
Kent County is een county in de Amerikaanse staat Maryland.
De county heeft een landoppervlakte van 724 km² en telt 19.197 inwoners (volkstelling 2000). De hoofdplaats is Chestertown.